# Ogres dolomitu krauja
Ogres dolomitu krauja este o arie protejată (arie specială de conservare — SAC, sit de importanță comunitară — SCI, arie de protecție specială avifaunistică — SPA) din Letonia întinsă pe o suprafață de 3,19 ha, integral pe uscat.

## Localizare
Centrul sitului Ogres dolomitu krauja este situat la coordonatele 56°49′08″N 24°39′35″E / 56.8189°N 24.6597°E.

## Înființare
Situl Ogres dolomitu krauja a fost declarat arie de protecție specială avifaunistică în decembrie 2002 pentru a proteja un număr necunoscut de specii din flora spontană și fauna sălbatică aflate în arealul zonei. Alte tipuri de protecție:
- sit de importanță comunitară (în mai 2004)
- arie specială de conservare (în mai 2004)[1][3][4]

## Biodiversitate
Situată în ecoregiunea boreală, aria protejată conține 2 habitate naturale: Pante stâncoase calcaroase cu vegetație casmofită, Păduri aluvionare cu Alnus glutinosa și Fraxinus excelsior (Alno-Padion, Alnion incanae, Salicion albae).
La baza desemnării sitului se află un număr nedeclarat de specii protejate.